# Kevin Campbell
Kevin Joseph Campbell (Londra, 4 febbraio 1970 – Manchester, 15 giugno 2024) è stato un calciatore inglese, di ruolo attaccante.

## Biografia
Kevin Campbell nacque a Londra il 4 febbraio 1970, sestogenito dei sette figli di una famiglia di origine giamaicana. Fu, tuttavia, cresciuto solo da sua madre.
Ebbe due figli, il primogenito Tyrese, a sua volta un calciatore professionista, e il secondogenito Kyle.

## Carriera

### Club

#### Gli inizi all'Arsenal e i prestiti
Campbell si unì al settore giovanile dell'Arsenal nel 1985. La sua prima annata nella squadra giovanile fu subito sopra le aspettative, mettendo a referto un totale di 59 reti, vincendo perfino la FA Youth Cup nel 1988. Il 7 maggio dello stesso anno fece il proprio debutto in prima squadra, in una gara contro l'Everton.
Successivamente, nell'estate del 1989, venne ceduto in prestito al Leyton Orient. Con il club, in 5 mesi di permanenza, totalizzò 16 presenze e 9 reti. Le sue ottime prestazioni fecero sì che la squadra arrivasse alla finale dei play-off per la promozione, gara non disputata da Campbell poiché terminato il suo prestito. Il tecnico del Leyton Frank Clark volle a tutti i costi acquistare a titolo definitivo il giocatore, ma l'Arsenal si rifiutò. All'inizio dell'annata 1989-1990 venne nuovamente ceduto in prestito, questa volta al Leicester City, con cui mise a segno un totale di 5 reti in 11 presenze di campionato.

#### Il ritorno all'Arsenal
Nell'annata 1990-1991 divenne titolare fisso nell'undici titolare di Gunners, contribuendo alla vittoria del titolo mettendo a segno 8 reti in 10 gare. Nonostante l'acquisto di Ian Wright nel settembre 1991, Campbell rimase comunque integrato nella formazione titolare. Nell'annata 1992-1993 risultò infatti decisivo per le vittorie di FA Cup e Coppa di Lega, segnando reti importanti in entrambe le finali contro Millwall e Derby County. Nella stagione 1993-1994 mise a segno un totale di 19 reti. In questa stessa annata, inoltre, vinse da protagonista la Coppa delle Coppe, competizione in cui mise a segno 4 reti, di cui una in semifinale ai danni del Paris Saint-Germain. Il giocatore ebbe poi un calo di prestazione la stagione seguente, visto anche l'arrivo di John Hartson. In 8 stagioni ai Gunners, Campbell giocò un totale di 224 gare mettendo a segno 60 reti.

#### Nottingham Forest e Trabzonspor
Nell'estate del 1995 venne ceduto a titolo definitivo al Nottingham Forest per una cifra di 2,5 milioni di sterline. Nel 1997 la sua squadra retrocesse in Second Division, ma il giocatore, grazie ad un bottino di 23 reti stagionali, riuscì a riportarla in First Division dopo solo un anno. In tre anni ai Reds, mise a segno 32 reti in 80 gare di campionato.
Nell'estate del 1998 venne acquistato dal Trabzonspor. La sua permanenza in Turchia fu altamente condizionata da un episodio in particolare: il giocatore fu vittima di abusi razziali da parte del presidente Mehmet Ali Yılmaz, che lo definì "cannibale". Per via di ciò, il giocatore decise di lasciare il club. Successivamente, i due capitani della squadra Ogün Temizkanoğlu e Abdullah Ercan decisero di affiancare Campbell in una conferenza stampa dove egli spiegò le ragioni che lo portarono a lasciare la squadra.

#### Everton
Nel marzo 1999, poco dopo la sua rottura con il Trabzonspor, venne ingaggiato dall'Everton con la formula del prestito a breve termine. Il suo impatto con la squadra fu immediato, poiché in pochi mesi riuscì a mettere a referto 9 reti in 8 gare di campionato. Queste sue prestazioni lo resero il miglior marcatore dell'Everton sia in gare casalinghe che in trasferta di quella stagione. Le sue 6 reti nelle prime tre gare gli valsero il titolo di giocatore del mese di aprile, diventando così il primo giocatore in prestito a ricevere questo premio.
All'inizio del mercato estivo venne ufficialmente riscattato dalle Toffees per una somma di 3 milioni di sterline. Nella stagione 1999-2000 mise a segno il gol vittoria del derby del Merseyside contro i rivali del Liverpool ad Anfield. Concluse quell'annata come capocannoniere della squadra con 12 reti.
Dopo quell'annata, Campbell divenne capocannoniere della propria squadra in altre due occasioni, nella stagione 2000-2001 (9 reti) e nella stagione 2002-2003 (10 reti). Nel gennaio 2005, dopo una lunga serie di acciacchi fisici maturata nelle ultime due stagioni, decise di lasciare la squadra.

#### Ultimi anni e ritiro
Il 10 gennaio 2005 si trasferì a titolo gratuito al West Bromwich. Le sue buone prestazioni e la sua esperienza incisero notevolmente sull'andamento della squadra, riuscendo al termine della stagione addirittura ad evitare la retrocessione. Nel maggio 2006, dopo la retrocessione del club in Championship, rescisse il proprio contratto con la società rimanendo svincolato.
Il 2 agosto 2006 firmò a parametro zero per il Cardiff City. Mise a segno la sua prima rete per il club il 13 febbraio 2007, in una gara contro il Carmarthen Town valida per la FAW Premier Cup. Si ritirò dall'attività agonistica nel maggio 2007.

## Dopo il ritiro
Negli anni successivi al suo ritiro, Campbell gestì un'etichetta discografica, la 2 Wikid, che mise sotto contratto il cantante anglo-tedesco Mark Morrison. Nel dicembre 2004 presentò un'ingiunzione in tribunale ai danni dell'etichetta rivale Jet Star Music nel tentativo di impedirle di far pubblicare a Morrison l'album Innocent Man. L'ingiunzione venne revocata poco dopo. Il primo singolo pubblicato sotto la 2 Wikid fu Backstabbers di Panjabi MC.
Il 2 giugno 2024 fu ricoverato d'urgenza a causa di una setticemia. Il 15 giugno seguente ne viene annunciato il decesso all'età di 54 anni.

## Palmarès

### Competizioni nazionali
- Campionato inglese: 2

Arsenal: 1988-1989, 1990-1991
- Coppa d'Inghilterra: 1

Arsenal: 1992-1993
- Coppa di Lega inglese: 1

Arsenal: 1992-1993
- Community Shield: 1

Arsenal: 1991

### Competizioni internazionali
- Coppa delle Coppe: 1

Arsenal: 1993-1994